# Anthrax ignifera
Anthrax ignifera är en tvåvingeart som först beskrevs av Walker 1849.  Anthrax ignifera ingår i släktet Anthrax och familjen svävflugor.
Artens utbredningsområde är Jamaica. Inga underarter finns listade i Catalogue of Life.